# Mycophycias ascophylli
Espèce
Synonymes
- Mycosphaerella ascophylli Cotton, 1909

Mycophycias ascophylli est un ascomycète marin, symbiotique et endophyte de l'algue brune Ascophyllum nodosum, formant une mycophycobiose. Il est le mycobionte de cette symbiose mutualiste et l'algue brune en est le photobionte.

## Publication originale
- Cotton, 1909 : Notes on marine pyrenomycetes. Transactions of the British Mycological Society,  3, p. 92-99.